# Ансамбль Вильнюсского университета
Анса́мбль Ви́льнюсского университе́та — архитектурный комплекс в Вильнюсе, занимающий почти весь квартал Старого города, очерченный границами улиц Университето, Шв. Йоно, Пилес и Скапо; памятник культуры и истории, в формах которого отражаются преобладавшие в Литве при формировании комплекса архитектурные стили — готика, ренессанс, барокко, классицизм. В создании крупнейшего и самого сложного архитектурного ансамбля Старого города на протяжении четырёх веков принимали участие лучшие архитекторы Литвы.
Комплекс зданий Вильнюсского университета, включающий пятнадцать зданий и занимающий площадь 25481 м2, является объектом культурного наследия национального значения; код в Регистре культурных ценностей Литовской Республики 770.
Ансамбль представляет Литву в парке Мини-Европа в Брюсселе, среди наиболее выдающихся европейских достопримечательностей. Посещение этого комплекса входит в программы туристических экскурсий и визитов глав государств и других высоких гостей в Литву. Например, его посещали Далай-лама (2001), папа римский Иоанн Павел II (2003), королева Нидерландов Беатрикс (2008). В октябре 2006 года университет посетили королева Великобритании Елизавета II, герцог Эдинбургский Филипп и принц Чарльз в сопровождении президента Валдаса Адамкуса. В мае 2009 года в университетских зданиях и дворах побывала испанская королевская чета Хуан Карлос I и королева София. В марте 2010 года университет во время своего официального визита посетил президент Словении Данило Тюрк с супругой.

## История
Ансамбль начал формироваться около 1570 года в ранее уже застроенном каменными строениями квартале во владениях виленского епископа. Учреждённая в 1579 году иезуитская Академия и Университет приобретала новые дома, расширяя свои помещения в северном и восточном направлениях. В зданиях ансамбля располагались поочерёдно иезуитская коллегия, преобразованная в Академию и Университет Общества Иисуса, затем Главная виленская школа, императорский Виленский университет, гимназия, Музей древностей и Виленская археологическая комиссия, позднее Публичная библиотека и архив, а также астрономическая обсерватория, в 1919—1939 годах — Университет Стефана Батория. Ныне в помещениях ансамбля располагаются администрация, библиотека, философский, исторический и филологический факультеты Вильнюсского университета.

## Общая характеристика
Ансамбль состоит из соединяющихся друг с другом двенадцати зданий с несколькими корпусами, костёла Святых Иоаннов и колокольни, образующих 13 дворов разной величины и планировки. Назначение помещений, их названия, как и названия дворов, менялись. Ансамбль открыт для платного посещения в марте — октябре с 9 до 18 часов, в ноябре — феврале с 10 до 17 часов (вход со двора Библиотеки во двор Сарбевия); костёл Святых Иоаннов открыт для посещения с понедельника до субботы с 10 до 17 часов. Во двор Мицкевича и двор Стуоки-Гуцявичюса в летнее время также можно пройти в будние дни через пивной ресторан «Аула» (прежде кафе «Жалтвиксле») на улице Пилес.

## Большой двор
Большой двор (Didysis kiemas; прежнее название — Двор Скарги, Skargos kiemas; dziedziniec Skargi) образуют северный и западный корпуса XVI века, костёл Святых Иоаннов, возведённая в XVII веке колокольня и построенные в середине XVIII века южный корпус и аула. На фасаде северного корпуса памятная таблица Academia et Universitas Societatis Jesu Erecta anno 1580. При реконструкции после пожара 1610 году были оборудованы открытые галереи — на двух этажах северного корпуса и на первом этаже западного корпуса.
В начале XVIII века университет приобрёл дома горожан по улице Святого Иоанна (ныне улица Швянто Йоно) на южной стороне двора. На их месте был построен учебный корпус с открытыми галереями на первом и втором этажах. На участке, примыкающем к колокольне, была построена новая аула, по проекту, как предполагается, архитектора Иоганна Кристофа Глаубица. Она была торжественно открыта 11 июня 1762 года. В 1810 году её перестраивал архитектор Михаил Шульц. После пожаров 1737 и 1749 годов был достроен третий этаж северного и западного корпусов и создан барочный фасад костёла.
В галереях Большого двора на пятидесяти памятных таблицах увековечены имена выдающихся воспитанников и преподавателей университета — знаменитых учёных, поэтов, художников (в скобках имена в той форме, в какой они даются на таблицах) Константинаса Сирвидаса, поэта Мацея Казимира Сарбевского, Сизизмунда Лауксмина, историка Альберта Виюка-Кояловича, естествоиспытателя Георга Форстера, архитектора Лауринаса Стуоки-Гуцявичюса, художника Франциска Смуглевича, астронома Мартина Почобута-Одляницкого, математика Францишека Нарвойша, филолога Готфрид Эрнст Гроддека, ботаника Людвига Боянуса, художника Яна Рустема, врача, биолога, химика Анджея Снядецкого, медика Йозефа Франка, правоведа и историка Игнатия Даниловича, натуралиста Станислава Бонифация Юндзилла, поэтов Адама Мицкевича, Юлиуша Словацкого, философа Льва Карсавина и многих других.
На фресках пилястров северного и западного крыла изображены герб университета, портреты епископа Валериана Протасевича, полководца Яна Кароля Ходкевича, королей Августа II Сильного и Станислава Августа Понятовского.
В 1929 году к 350-летию университета в нишах здания аулы были установлены аллегорические фигуры Истины и Красоты (скульптор Болеслав Балзукевич). Они не сохранились. Сейчас в нишах установлены стилизованные фигуры студентов. Над фасадом аулы надпись Alma Mater Vilnensis. На первом этаже действует кафе, известное по неофициальному названию «Морг». Во дворе происходят торжества по случаю начала нового учебного года и окончания учебного года.

## Двор обсерватории
Двор обсерватории (лит. Observatorijos kiemas, пол. dziedziniec Poczobuta) — старейший двор ансамбля Вильнюсского университета. Нижние этажи зданий относятся к XV веку. Двор образовался XVI веке постройкой зданий иезуитской коллегии, поэтому его называли двором коллегии.
Нынешнюю форму двор получил в начале XVII века. Во дворе в XVII—XVIII веках выращивали лекарственные растения и в южном крыле располагалась аптека. В конце XVIII века в этом же здании помещались канцелярия и архив Эдукационной комиссии.
На здании астрономической обсерватории по фризу расположена надпись — цитата на латинском языке, считается, что из Вергилия (при этом точный её источник не указывается): Addidit antiquo virtus nova lumina coelo («Отвага даёт старому небу новый свет»). Ниже: Haec domus Uraniae est: Curae procul este profanae: Temnitur hic humilis tellus: Hinc itur ad astra («Это дом Урании. Идите прочь, профаны! Здесь унижают ничтожную Землю: отсюда поднимаются к звёздам»). 
Автором стихов был астроном и ректор Главной виленской школы в 1780—1799 годах Мартин Одляницкий-Почобут, любивший сочинять на латыни и насаждавший латынь в университете. Ян Снядецкий на церемонии завершения учебного года 30 июня 1810 года произнёс торжественную речь, посвящённую Почобуту, в которой его стихи назвал «достойными Вергилия». Директор Виленской обсерватории Матвей Гусев в книге «Столетие существования Виленской обсерватории» (Вильна, 1853) приписал слова Вергилию. Описанием Гусева обсерватории воспользовался Адам Киркор в путеводителе по Вильно „Przechadzki po Wilnie i jego okolicach“ («Прогулки по Вильне и её окрестностям»; 1856), повторив утверждение о принадлежности стихов на фасаде Вергилию и тем самым закрепив ложное авторство.
Ниже латинских стихов помещена надпись в память 150-летия Эдукационной комиссии и реформы просвещения. Здание украшает дорический фриз со знаками зодиака в метопах.
На стене западного корпуса расположена мемориальная таблица с текстом на польском языке в память Мартина Почобута-Одляницкого, профессора астрономии и ректора.

## Двор библиотеки
Двор библиотеки (лит. Bibliotekos kiemas) сформировался в конце XVI века. В XVII—XVIII веках был закрытым хозяйственным двором университета. При капитальной перестройке соседнего генерал-губернаторского дворца в начале XIX века один из корпусов был разобран. Позднее двор от улицы отделял каменный забор с воротами классицистского стиля, но и он был разобран. Ныне двор выглядит как небольшая площадь. Его образуют трёхэтажный фасад одного из старейших зданий ансамбля — здание библиотеки, не менее старого корпуса бывшей астрономической обсерватории (справа) и корпус исторического факультета слева.
Надстройка собственно обсерватории над прежним трёхэтажным северным корпусом здания бывшей иезуитской коллегии украшают пилястры с фресками XVIII века, изображающими математические и астрономические приборы и символы семи крупнейших планет над окнами. В середине XVIII века обсерваторию украшали две барочные башни. Западная башня была перестроена в 1838—1842 годах и стала ниже. На ней был установлен телескоп, но в 1867 году сгорел при пожаре. Верхний этаж восточной башни был разобран. На ней в 1863 году были установлены изготовленные в Эдинбурге электрические часы. Механизм их регулировался астрономическими приборами, поэтому они показывали очень точное время. Военные на Замковой горе в телескоп, одолженный астрономами, следили за часами и по их показаниям ровно в полдень стреляли из пушки. В 1990-е годы восточная башня была отреставрирована. Её верхушку украшает герб Протасевичей и флюгер с монограммой ордена иезуитов.
В западном углу по проекту архитектора Стефана Нарембского в 1938 году были прорублены три арки. В 1964 году к 250-летию зачинателя литовской художественной литературы Кристионаса Донелайтиса в углублении была установлена скульптура Донелайтиса, изготовленная из стеклопластика (скульптор Константинас Богданас). По инициативе профессора хабилитированного доктора Домаса Каунаса в ознаменование 300-летия со дня рождения Донелайтиса в 2014 году по прежней статуе скульпторами Миндаугасом Шнипасом, Рамунасом Альминасом, Йонасом Генцявичюсом и Витаутасом Микшёнисом была отлита новая статуя в бронзе. В церемонии открытия скульптуры 1 сентября 2014 года приняла участие президент Литовской Республики Даля Грибаускайте. Старая скульптура из стеклопластика установлена в вестибюле Каунасского гуманитарного факультета Вильнюсского университета. В восточной части этого же центрального здания расположен главный вход в университет.
Слева от него находится коммеморативная дверь в память 450-летия первой литовской книги «Катехизис» Мартинаса Мажвидаса (скульптор Йонас Мяшкялявичюс) с изображением важнейших фигур и событий истории литовской культуры. Верхняя часть гранитного портала весит около 9 тонн, боковины — около 6 тонн, подвижная бронзовая створка двери — около 300 кг. Двери, на создание, изготовление и монтаж которых было затрачено полмиллиона литов (что вызывало критику в адрес бывшего ректора университета, литовского политика Роландаса Павилёниса), считаются самыми дорогими в Литве.
В верхней части дверей расположены бронзовые портреты Николая Христофора Радзивилла Сиротки, основавшего в 1579 года типографию в Вильне (позднее типография Виленской Академии и Университета Общества Иисуса, 1585), где в 1613 году была отпечатана первая оригинальная карта Великого княжества Литовского «Magni Ducatus Lithuaniae caeterarumque regionum illi adiacentium exacta descriptio»; виленского епископа Валериана Протасевича, основавшего виленскую иезуитскую коллегию (1570) и её библиотеку; папа римский Григорий XIII, утвердивший 29 октября 1579 года буллу об основании Виленской Академии и Университета; кардинал Юрий Радзивилл, обратившийся к папе с просьбой о предоставлении прав академии виленской коллегии; король польский и великий князь литовский Сигизмунд Август, подаривший иезуитской коллегии свою библиотеку (около 5 тысяч томов); король польский и великий князь литовский Стефан Баторий, подписавший привилегию 1 апреля 1579 года о реорганизации иезуитской коллегии в университет.
Посередине располагается герб университета и надпись «Первой литовской книге 1547—1997» (Pirmajai lietuviškai knygai 1547—1997). На створках дверей изображены первая страница «Катехизиса» Мажвидаса и изданного в Вильне в 1595 году сборника проповедей на литовском языке «Постилла» Микалоюса Даукши, ниже — виды университетов Кёнигсберга («Колыбель литовской книги») и Вильны («Очаг литовской науки»), портреты первого литовского языковеда Константинаса Сирвидаса, отца литовской историографии Симонаса Даукантаса, патриарха литовского национального возрождения Йонаса Басанавичюса, знаменитого книгоноши времён запрета на литовскую печать латинским шрифтом Юргиса Белиниса, также Винцаса Кудирки и епископ Мотеюс Валанчюс, братьев Вацловаса Биржишки и Миколаса Биржишки, писателя Винцаса Миколайтиса-Путинаса. Внизу слева сцена в старинной печатне, слева — изображение скриптора или писателя и текст из посвящённой университету поэмы «Древо познания» Юстинаса Марцинкявичюса «Тем людям, что поднимали крышу слова, тем книгам, что качали наши колыбели» (Tiems žmonėms žodžio stogą kėlusiems, toms knygoms mūsų lopšį supusioms). Дверь была торжественно открыта 21 мая 2001 года.
На трёхэтажном здании исторического факультета мемориальная таблица в память проживания в Вильне украинского поэта Тараса Шевченко, жившего и творившего в Вильне в 1829—1831 годах. Живя в Вильне, он брал уроки рисования у жившего в этом здании художника Яна Рустема.
В будние дни двор Библиотеки функционирует как автостоянка для работников университета. 1 сентября здесь проходят торжества начала нового учебного года в университете (Initio semestri), в конце июня — окончания учебного года (Finis semestri).
Арочные проходы ведут во двор М. К. Сарбевия и М. Даукши.

## Двор Сарбевия
Двор М. К. Сарбевия (лит. M. K. Sarbievijaus kiemas, пол. dziedziniec Sarbiewskiego) назван именем Матвея Казимира Сарбевия, польского латинского поэта. На западном крыле над воротами установлена памятная доска из белого мрамора о заслугах Сарбевия — поэта-лауреата, которого папа римский Урбан VIII увенчал лавровым венком и наградил медалью.
К самым старым постройкам двора относятся здания в его южной части, в основном сохранившие структуру XVII века. Архитектор Кароль Подчашинский в середине XIX века перестроил южный корпус и все три этажа укрепил массивными контрфорсами.
В восточном корпусе во времена иезуитской академии располагались конюшни. После реконструкции, проведённой к 400-летию университета (1979), в этом корпусе обосновался центр литуанистики и университетский книжный магазин Littera. Своды и пилоны книжного магазина украшают фрески Антанаса Кмеляускаса с изображениями основателя иезуитской коллегии епископа Валериана Протасевича, ректора Главной виленской школы астронома Мартина Почобута-Одляницкого, выдающихся преподавателей и воспитанников Вильнюсского университета — художников Смуглевича и Рустема, историков Лелевеля и Даукантаса, медика Франка, поэтов Мицкевича и Словацкого, востоковеда Ковалевского и других.
В северном корпусе были квартиры профессоров университета. Корпус в 1799—1801 годах реконструировал архитектор Михал Шульц. На третьем этаже была его собственная квартира. Интерьер четырёх комнат Шульц декорировал лепными орнаментами и формами различных ордеров и читал здесь лекции, используя свою квартиру как наглядное пособие. Сегодня это один из немногих сохранившихся классицистских интерьеров жилого дома в Вильнюсе. Позднее здесь жили график профессор Джозеф Саундерс, архитектор Подчашинский. Сейчас в бывшей квартире Шульца располагается деканат филологического факультета.
26 июня 2011 года состоялось открытие памятной доски, установленной на этом здании, в честь лауреата Нобелевской премии, поэта Чеслава Милоша, учившегося в Университете Стефана Батория; в торжественной церемонии приняли участие президент Литовской Республики Даля Грибаускайте, чрезвычайный и полномочный посол Польши в Литве Януш Сколимовский, ректор Вильнюсского университета Бенедиктас Юодка и другие.. Автор мемориальной доски с барельефом Милоша и текстом на литовском, польском и латинском языках скульптор Арвидас Алишаускас. 3 июля 2012 года во дворе Сарбевия состоялось открытие доски в память литовского поэта Юстинаса Марцинкявичюса, установленной на стене того же здания. В торжественной церемонии приняли участие президент Литовской Республики Даля Грибаускайте, министр культуры Арунас Гелунас, ректор Бенедиктас Юодка и другие.

## Двор Даукши
Двор М. Даукши (лит. M. Daukšos kiemas) назван именем Микалоюса Даукши, католического каноника, одного из создателей литовской письменности. В зданиях, образующих двор, обосновался исторический факультет Вильнюсского университета. Двор сформировался в середине XVIII века. В XVII веке построен южный корпус, в середине XVIII века — двухэтажный западный и одноэтажные северный и восточный, в которых были устроены конюшни.
В начале XVIII века на третьем этаже южного корпуса находилась квартира ректора Владислава Даукши. В южном крыле со стороны двора сохранился ренессансный фасад.
В 1803 году над южным и западным корпусами был надстроен третий этаж. На втором, позднее на третьем этаже западного корпуса жил художник профессор Ян Рустем. У него брал уроки Тарас Шевченко, в память о чём на здании со стороны двора Библиотеки установлена мемориальная таблица с барельефным изображением поэта и текстом на литовском и украинском языках.
На втором этаже того же дома жил математик, некоторое время занимавший должность декана физико-математического факультета Томаш Жицкий. Сейчас помещения его бывшей квартиры занимает деканат исторического факультета. Над квартирой Жицкого на третьем этаже жил профессор политической экономии Ян Зноско. Западный корпус двора реконструировался, с приспособлением помещений под квартиры профессоров, по проекту и под наблюдением архитектора Михала Шульца.

## Двор Даукантаса
Двор С. Даукантаса (лит. S. Daukanto kiemas, пол. dziedziniec Smugliewicza) назван именем воспитанника Виленского университета Симонаса Даукантаса, литовского историка и писателя-просветителя. На стене северного корпуса над аркой располагается барельеф Даукантаса (скульптор Р. Казлаускас). В центре двора растёт дуб; его саженец из родных мест Даукантаса был торжественно посажен во время празднования 400-летия Вильнюсского университета (1979).
Двор образуют здания разных веков. С южной стороны двор замыкает здание, в котором располагаются Институт иностранных языков Вильнюсского университета и Вильнюсский институт идиш, с восточной — Domus Philologiae с кафедрами, аудиториями и читальными залами филологического факультета.
На стене северного корпуса, рядом с входом в Институт идиш, установлена мемориальная плита в память Оны Шимайте (1894—1970), праведницы мира. Она во время Второй мировой войны работала в библиотеке Вильнюсского университета и оказывала помощь заключённым Вильнюсского гетто. По разрешению оккупационных властей собирать в гетто книги, взятые студентами до войны из библиотеки, она носила в гетто продукты, выносила из гетто письма и записки узников. Схваченная при попытке вывести из гетто еврейскую девочку, Она Шимайте была подвергнута пыткам и затем отправлена в концлагерь.
В юго-восточном углу двора сохранился ценный фрагмент ренессансного аттика. Южное здание возводилось на рубеже XVI — XVII веков для хозяйственных надобностей: здесь располагались конюшни, столярные мастерские, пивоварня, склады. Корпус после перестройки в конце XVIII века был предназначен под профессорские квартиры. Во время реставрации помещений кафедры перевода на стене одной из бывших квартир был обнаружен фрагмент фрески, на котором сохранилась дата — 1794 год.
На втором этаже восточного корпуса располагается вестибюль муз с сграффито известного графика и скульптора Римтаутаса Гибавичюса, изображающая девять муз (1969). Длинный коридор ведёт к другому вестибюлю, украшенному последней фреской Гибавичюса. Она изображает самых известных историков, поэтов, художников, архитекторов Литвы, большей частью связанных с Вильнюсским университетом. От вестибюля муз коридор налево ведёт к читальному залу иностранных языков. В коридоре перед читальным залом сохранились старинные деревянные балки потолочного перекрытия. Читальный зал украшен фреской Шарунаса Шимулинаса «Мажвидас на фоне Рагайне». Коридор на первом этаже ведёт к кафедре классической филологии. Вестибюль перед нею украшает мозаика Витолиса Трушиса, изображающая литовских языческих богов и богинь — Перкунаса, Габии, Медейны и других персонажей литовской мифологии.
Из коридора первого этажа Domus Philologiae можно попасть во двор Станявичюса. Из самого двора Даукантаса можно пройти во двор Мицкевича и двор Аркад.

## Двор Аркад
Двор Аркад (лит. Arkadų kiemelis) от ул. Скапо отделяет дом, приобретённый университетом в 1815 году. В 1832 году по проекту архитектора Кароля Подчашинского в них были оборудованы квартиры для учеников гимназии. По проекту архитектора Левицкого в 1873 году здания северной части двора С. Даукантаса были соединены закрытой галереей на массивных четырехугольных колоннах, образовав небольшой дворик с арками и нишами. Двор реконструировался в 1974 году по проекту архитектора Э. Урбонене. Декоративные металлические ворота ведут на Скоповку (ныне улица Скапо).

## Двор Стуоки-Гуцявичюса
Двор Л. Стуоки-Гуцявичюса (лит. L. Stuokos-Gucevičiaus kiemas) назван именем воспитанника и преподавателя Вильнюсского университета (в то время Главная школа Великого княжества Литовского) Лауринаса Стуоки-Гуцявичюса, выдающегося представителя архитектуры классицизма в Литве.
Двор образовался после перестроек XIX века. Образующие его здания приобретены эдукационной комиссией в 1775 году, благодаря чему университетский комплекс расширился до Замковой улицы (Пилес). В этих зданиях располагалось артиллерийское училище, в котором Стуока-Гуцявичюс читал лекции по математике, топографии и фортификации.
В стену северного корпуса вмурована таблица в память Стуоки-Гуцявичюса с барельефом архитектора (скульптор Константинас Богданас). Длинный узкий проход соединяет двор Стуоки-Гуцявичюса с двором Аркад. Двор реставрировался в 1972 году по проекту архитектора Эляны Урбонене. Со двора ведёт вход в Центр ориенталистики и в подземелье, занимаемое с 1990 года одним из студенческих театров Вильнюсского университета — театром «Минимум» (под руководством режиссёра Римантаса Венцкуса); зал вмещает 45 зрителей.

## Двор Мицкевича
Двор А. Мицкевича (лит. A. Mickevičiaus kiemas, пол. dziedziniec Mickiewicza) назван именем воспитанника Виленского университета Адама Мицкевича, польского поэта. Двор сформировался после реконструкции второй половины XIX века. Ворота соединяют его с улицей Замковой (Пилес) и двором С. Даукантаса. С восточной стороны в XVI веке было три дома, во второй половине XVIII века объединённых в одно здание. Оно было подарено университету епископом Масальским в 1775 году. Южное крыло возведено в конце XVIII века. В 1873 году по проекту архитектора Левицкого застроена западная часть двора.

## Двор Станявичюса
Двор С. Станявичюса (лит. S. Stanevičiaus kiemas) в последнее время иногда не включают в состав ансамбля Вильнюсского университета, поскольку три из четырёх зданий, образующих его, не принадлежат университету. Назывался именем воспитанника и преподавателя Виленского университета Симонаса Станявичюса, литовского поэта, фольклориста и историка. Узкий и длинный двор располагается на юг от двора А. Мицкевича. На него выходят окна длинных коридоров первого и второго этажа филологического факультета, кафедры французской филологии, бывшей кафедры славянской филологии.
Выходящий на Замковую улицу (ныне улица Пилес) длинный двухэтажный дом и хозяйственные постройки в глубине двора относятся к рубежу XVI—XVII веков. По проекту архитектора Левицкого в 1873 году здания коридорами второго этажа были соединены с корпусами ансамбля Вильнюсского университета. Фасады двора с деревянными балконными галереями обновлены в 1966—1968 годах по проекту архитектора Станисловаса Микулёниса.

## Двор Сирвидаса
Двор К. Сирвидаса (лит. K. Sirvydo kiemas) назван именем Константинаса Сирвидаса, иезуита, составителя польско-латинско-литовского словаря и одного из зачинателей литовской письменности.
Во двор ведёт неширокий проход между северным крылом Большого двора и костёлом Святых Иоаннов. В восточной части двора можно видеть двухэтажное здание ризницы костёла. С севера университетский двор отгорожен декоративным ажурным металлическим забором. Здесь же один из десятков «белых ангелочков» скульптора Вайдаса Рамошки, с 2004 года устанавливающихся в различных, подчас неожиданных, уголках Вильнюса. На двор с юга выходит северный неф костёла с тремя капеллами, среди них выделяется капелла (часовня) Святого Станислава Костки с куполом.

## Двор Старой типографии
Двор Старой типографии (Senosios spaustuvės kiemas) располагается за двором обсерватории. В западной части двора была аптека, в восточной — типография иезуитской академии, основанная в 1586 году.

Здесь были напечатаны «Катехизис» (1595), первая книга на литовском языке, изданная в Литве, и «Постилла» (1599) М. Даукши, «Трёхъязычный словарь» и сборник проповедей «Пункты заповедей» (обе 1629) К. Ширвидаса. Несмотря на религиозное содержание этих изданий, они сыграли большую роль в истории литовского языка, литературы и просвещения.

В 1970 году на улице Б. Сруогос, как она тогда называлась (ныне улица Швянто Йоно) на месте дома, разрушенного во время войны в 1944 году, было построено трёхэтажное хранилище библиотеки Вильнюсского университета (по проекту архитекторов Алдоны Швабаускене и А. Брусокаса). В фасад её с улицы Швянто Йоно в 1970 году была вмурована мемориальная доска в память 400-летнего юбилея библиотеки (художник Римтаутаса Гибавичюс) с датами юбилея 1570—1970 годов. Тот, казалось бы, парадоксальный факт, что библиотека оказывается на девять лет старше самого университета, объясняется тем, что она была основана при открытой в 1570 году иезуитской коллегии, которая в 1579 году была преобразована в академию и университет.
Во дворе располагаются служебные помещения библиотеки и отдел реставрации.
В 1805 году типография была передана издателя Юзефу Завадскому, типографу и издателю, обосновавшемуся в Вильне в 1803 году. Завадский занимался изданием и продажей, в частности, учебников и книг по различным областям науки. В 1816 году он здесь же открыл книжный магазин. В 1828 году Завадский утратил титул университетского типографа и был вынужден освободить университетские помещения.
В 1999 году на стене старой университетской типографии со стороны улицы Швянто Йоно была помещена мемориальная таблица в память издателя Юзефа Завадского, который в июне 1822 года издал первый сборник знаменитого впоследствии польского поэта Адама Мицкевича Ballady i romanse («Баллады и романсы»). Этим сборником, явившимся манифестом польского романтизма, началась новая романтическая эпоха в польской литературе.

## Двор бурсы
Двор бурсы образуют неоднократно перестраивавшиеся здания XVI—XVIII веков, в которых после продолжительного ремонта с февраля 2005 года располагается философский факультет Вильнюсского университета.
Вход с площади С. Даукантаса, на которую выходит главным фасадом Президентский дворец (Президентура) и дворец де Реусов с классицистским портиком, предположительно, архитектора Мартина Кнакфуса (в XIX веке Дворцовая площадь, затем площадь Муравьёва, в межвоенные годы площадь Наполеона, после Второй мировой войны площадь Кутузова).